# Parque Estadual Histórico de Forte Mose
O Parque Estadual Histórico de Forte Mose (em inglês:  Fort Mose Historic State Park), cujo nome oficial era Gracia Real de Santa Teresa de Mosé, é atualmente um local histórico nacional dos Estados Unidos, situado a 2 milhas ao norte de St. Augustine, na Flórida. Foi o primeiro assentamento legal de colonos negros livres no que atualmente é o território norte-americano. Sua construção foi decretada em 1738 pelo então governador espanhol da Flórida, Manuel de Montiano. Assim como outras fortificações na região, o Forte Mose tinha como objetivo vigiar a fronteira com a colônia britânica da Georgia e dificultar qualquer assalto sobre St. Augustine.
O forte foi designado, em 12 de outubro de 1994, um local do Registro Nacional de Lugares Históricos bem como, na mesma data, um Marco Histórico Nacional.

## Galeria de imagens

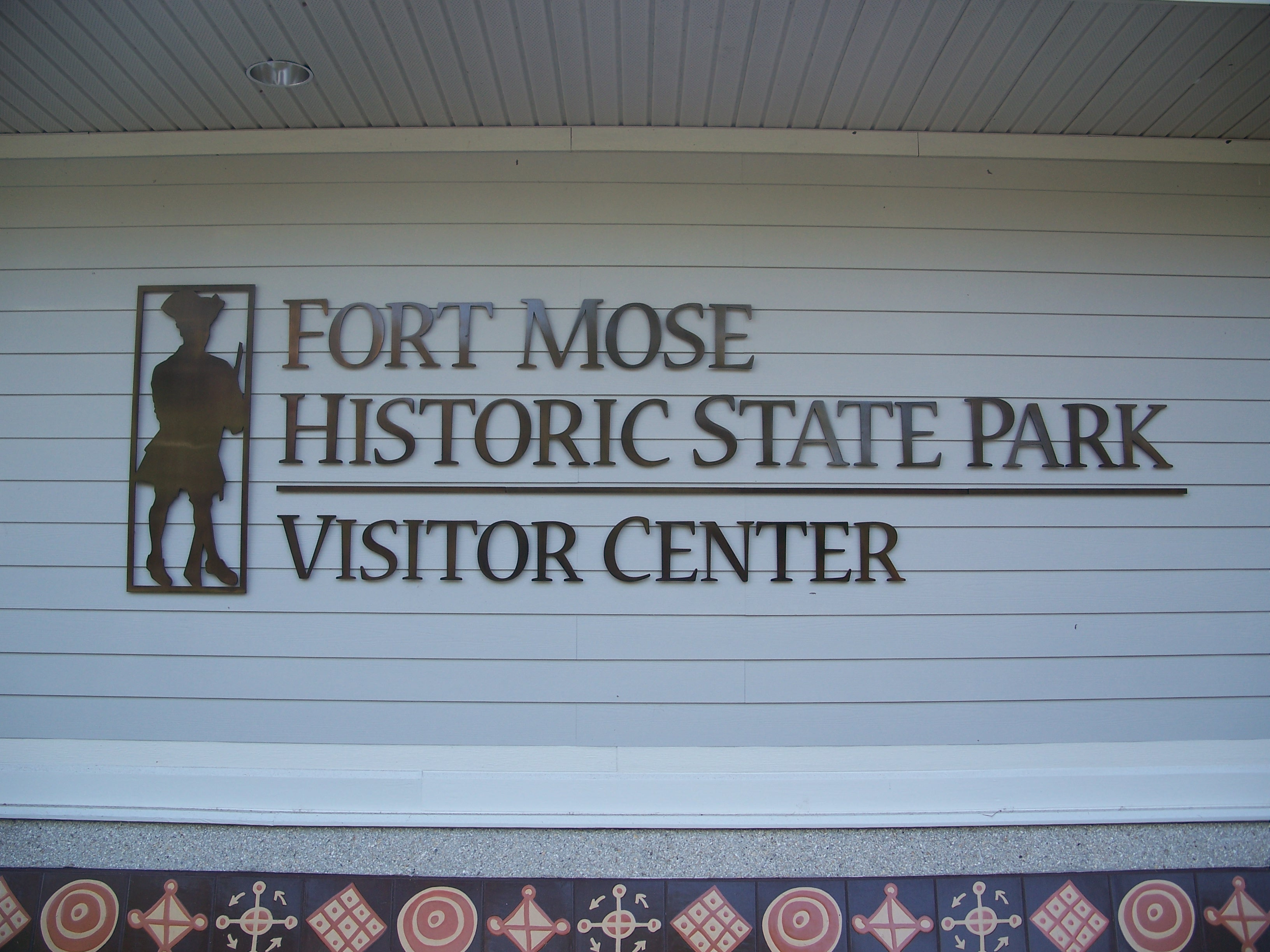
Vista do centro para visitantes do Parque Estadual Histórico de Forte Mose